# Університет Ганзе
Університет Ганзе (англ. Hanze University Groningen, нід. Hanzehogeschool Groningen) — університет прикладних наук у місті Гронінген на півночі Нідерландів. Університет Ганзе має багато бакалаврських, магістерських, сертифікаційних програм, програм обміну, програм другого ступеню, а також підготовчих курсів.

## Історія
Назва Ганзе відома у північно-західній частині Європи. Вона пов'язана з Ганзейським союзом — середньовічним торговим союзом міст у Нідерландах, Скандинавії та інших держав. Місто Гронінген має вікову традицію центра торгівлі, а також науково-освітнього, культурного центра знання. Гронінген — друге за величиною місто Нідерландів.
Студенти з усіх континентів зареєстровані у численних міжнародних програмах, які викладаються англійською, нідерландською та німецькою мовами. Університет Ганзе Гронінген жваво спілкує в проектах, націлених на підтримку високого рівня освіти за кордоном, розширення їх програм та укріплення їх можливостей.

## Організація

### Організаційна структура
Університет Ганзе — університет прикладних наук, який має понад 2 700 службового персоналу та більше ніж 25 000 нідерландських та іноземних студентів, які зараховані в одній із сімдесяти програм на отримання стипендії у сфері соціальніх проблем, трудових відносин, мистецтва та музики. Університет Ганзе — один з найбільших усебічних університетів прикладних наук у Нідерландах.

### Управління
Загальне управління університетом Ганзе перебуває у Виконавчого комітету, який підтримується деканом. Члени Виконавчого Комітету: доктор Генк Пейлман (англ. Henk Pijlman), представник та президент, доктор Маріян ван Ос (англ. Marian van Os) та доктор Кор де Рейтер (англ. Cor de Ruiter).

### Розташування

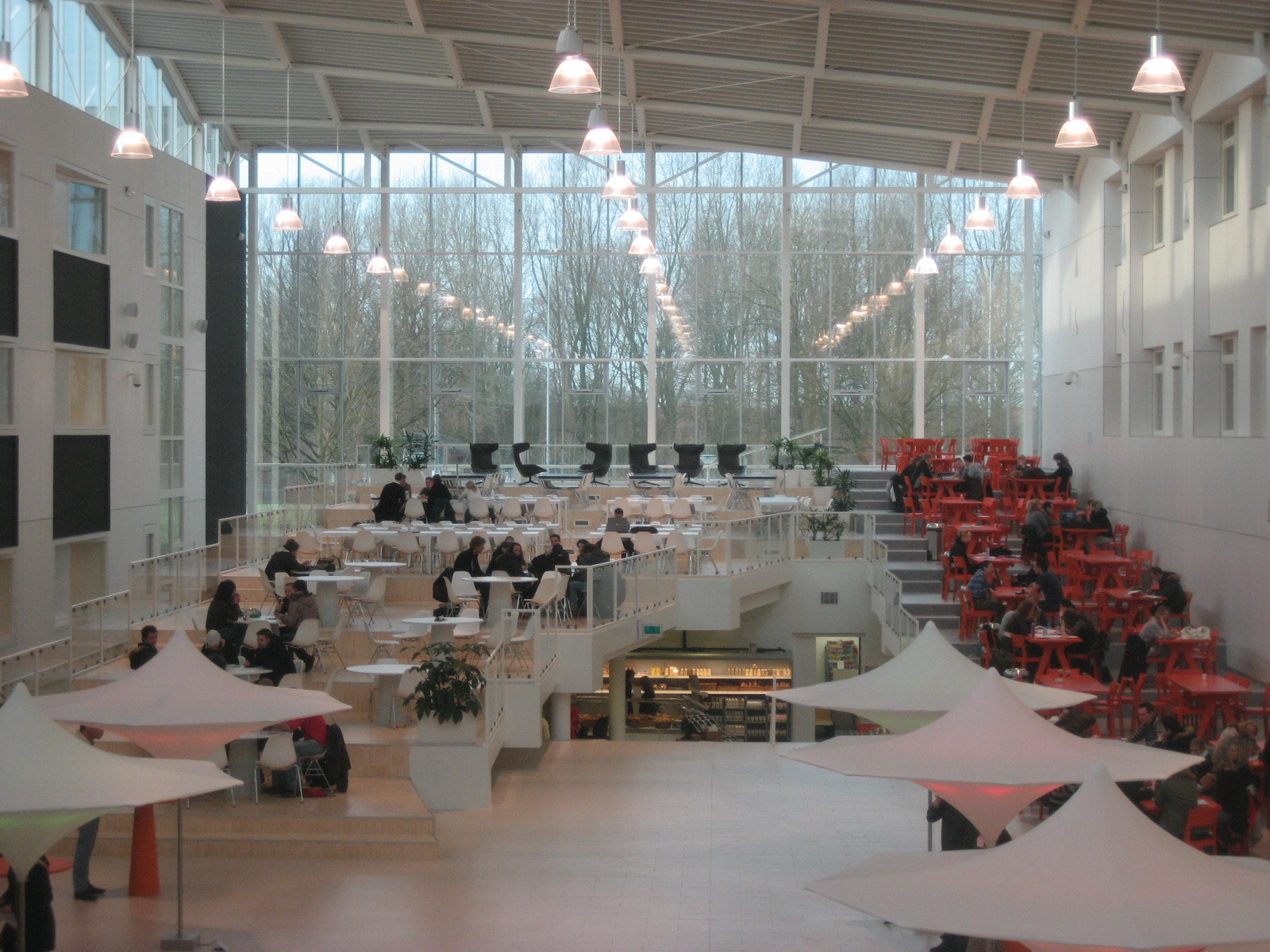
Атріум

Університет Ганзе розташований у так званому університетському містечку Зерніке, на півночі міста Гронінген. Тут знаходяться будівлі Виконавчого комітету та ректорату (деканатів) і більшість шкіл. Інші школи (наприклад, Школа мистецтв та дизайну, Школа виконавських видів мистецтва та Школа досліджень у сфері охорони здоров'я) розміщені в різних частинах міста. Загальний пункт зустрічі для студентів в університетському містечку Зерніке — так званий Атріум — сучасний хол з їдальнею та кафе.

## Підрозділи
- Міжнародна школа бізнесу
- Школа управління технологіями
- Інститут технологій Ганзе

## Програми

### Бакалаврські програми
- Високі сенсорні технології
- Бакалавр бізнес-адміністрування[10]
  - Спеціалізація у Менеджменті/Міжнародний Менеджмент
  - Спеціалізація у Фінансах/Міжнародних Фінансах
  - Спеціалізація у Туризмі/Міжнародних Подорожей та Туризму
- Міжнародна економіка та організація виробництва (викладання німецькою)
- Управління технологіями

### Магістерські Програми
- Магістр бізнес-управління[11]
- Магістр управління бізнесом у міжнародному бізнесі та менеджменті[12]
- Магістр Управління бізнесом у євразійському бізнесі та менеджменті[13]

́